# 埃伯茨海姆
埃伯茨海姆是德国莱茵兰-普法尔茨州的一个市镇。总面积5.29平方公里，总人口1234人，（2018年12月31日），人口密度230人/平方公里。